# Klášter svaté Kateřiny
Klášter svaté Kateřiny (arabsky دير سانت كاترين‎, Dayr Sānt Kātrīn, řecky Ιερά Μονή Αγίας Αικατερίνης στο Όρος Σινά, Iera Monî Agias Aikaterinîs sto Oros Sina) je klášter v poušti na Sinajském poloostrově v Egyptě nedaleko města Svatá Kateřina (arabsky سانت كاترين‎) v guvernorátu Jižní Sinaj. Klášter se nachází v údolí na severním úpatí Mojžíšovy hory v místě, kde podle Bible spatřil Mojžíš hořící keř.
Církevně náleží do jurisdikce Sinajské pravoslavné církve.

## Historie
Jedná se o řecký ortodoxní klášter, který byl založen v 6. století, ačkoli přítomnost křesťanů zde byla zaznamenána již na konci 3. století. Klášter svaté Kateřiny je jedním z nejstarších křesťanských klášterů na světě. Byl vystavěn jako pevnost kolem biblického „hořícího keře“, který uvnitř kláštera roste dodnes a přivádí na místo mnoho poutníků. Původně byl komplex nazýván klášterem Proměnění Páně nebo klášterem Hořícího keře. V 8. století získali sinajští mniši ostatky svaté Kateřiny a podle této světice byl klášter nazván v 11. století.

## Klášterní areál

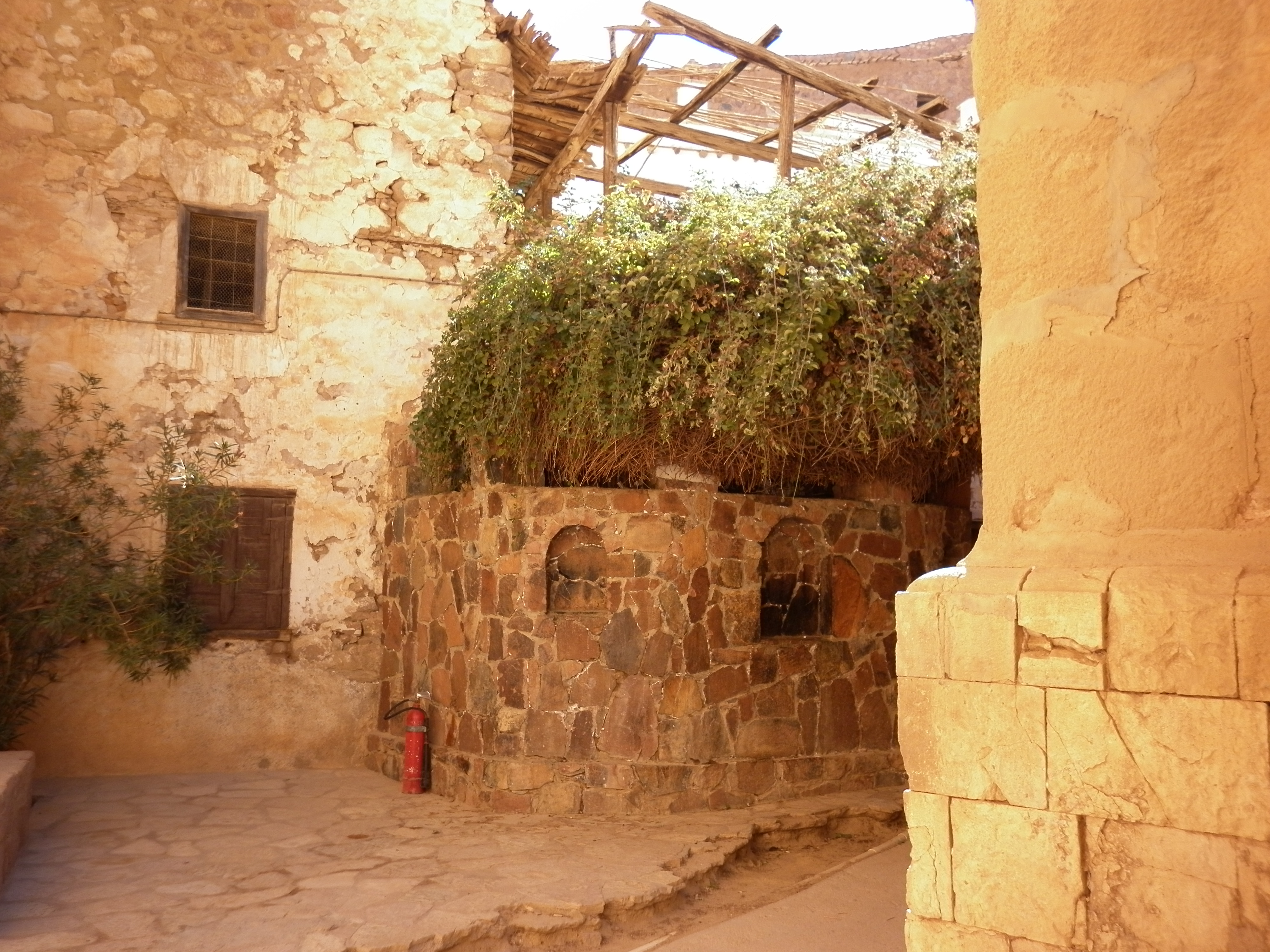
Biblický „hořící keř“ v areálu kláštera

Základem kláštera je trojlodní bazilika, ve které se nachází unikátní kolekce starých knih a ikon. V areálu se dále nachází tzv. Mojžíšova studna a zajímavostí je, že se v něm nachází i mešita, která byla postavena v roce 1106 pro muslimské poutníky, ale která se dnes již nevyužívá k rituálním účelům.
Od roku 2002 je klášter na seznamu Světového dědictví UNESCO.